# Christian Uğurel
Christian Uğurel (* 1980 in Neuss am Rhein als Christian Koxholt) ist ein deutscher Jazzmusiker (Sopran- und Tenorsaxophon, Bassklarinette, Komposition).

## Leben und Wirken
Uğurel studierte nach einer studienvorbereitenden Fachausbildung an der Musikschule Neuss ab 2000 Studienbeginn in Arnhem, wo er 2004 den Bachelor of Music absolvierte. 2005 begann er ein Aufbaustudium in Arnhem und Barcelona. Von 2005 bis 2009 lebte er in Barcelona, von 2009 bis 2015 in Berlin. 2020 schloss er seinen Master of Music an der ArtEZ University of Arts ab.
Uğurel gründete mit Gitarrist Tobias Hoffmann und dem Essener Schlagzeuger Patrick Hengst das elektrisch geprägte Trio Pep Ventura, das in Clubs und auf Festivals in Deutschland, den Niederlanden und Spanien aufgetreten ist und im Auftrag von Goethe-Institut und Auswärtigem Amt auch in Ecuador auftrat. 2009 erschien dessen Debüt-Album beim katalanischen Label Fresh Sound Records, das in der Fachpresse positive Kritiken erhielt. Nach einer Umbesetzung mit dem Pianisten Niko Meinhold erschien 2015 ein zweites Album der nun eher kammermusikalisch geprägten Gruppe. In der Reihe klang.text.ruhr. edition 2020 traf das Trio auf Autoren und Autorinnen aus dem Ruhrgebiet. In seiner Gruppe Und Strings beschäftigt er sich mit den kompositorischen Möglichkeiten von Olivier Messiaens Technique de mon langage musical.
Uğurel gehörte auch zum Composers’ Orchestra Berlin (mit dem das Hörbuch Spazieren in Berlin entstand, für das er auch komponierte) und zu Inma Galiots Band La Rosa Negra. Gemeinsam mit Patrick Hengst und Konnie Vossebein leitet er das JOE-Festival der Jazz-Offensive Essen.
Weiterhin ist Uğurel Musiklehrer an der Willy-Brandt-Gesamtschule in Bottrop.

## Preise und Auszeichnungen
Uğurel errang 1999 einen Ersten Platz beim Landeswettbewerb Jugend jazzt und 2005 den HNNY BeNeLux Aanmoedigingsprijz. 2008 erhielt er den Cultura Injuve und 2011 den Kunstförderpreis Neuss.

## Diskographische Hinweise
- Christian Koxholt’s Pep Ventura (Fresh Sound Records 2009, mit Tobias Hoffmann und Patrick Hengst)
- Uğurel/Hengst/Meinhold Present Pep Ventura (WismART 2015, mit Niko Meinhold, Patrick Hengst)[3]
- Uğurel und Strings (Unit Records 2016, mit Josa Gerhard, Rodrigo Bauzá, Susanne Paul, Andreas Lang, Max Andrzejewski)
- Uğurel / Llombart / Careta / Rossy Cercles (recordjet 2018, mit Jaume Llombart, Santi Careta, Jorge Rossy)